# Jazz-Oskar
Jazz-Oskar (vanligtvis skrivet JazzOskar, ibland stavat JazzOscar) var ett musikpris som delades ut av Föreningen Jazz i Växjö åren 1975–2012, lades ner 2019 och bestod av en staty skapad av konstnären Sven Hammarstedt. Bland mottagarna återfinns Nicko Jonzon, Stig Jonasson, Anders Baudin och Hubert Szymczynski.